# 그레미우
그레미우 풋볼 포르투알레그렌시(포르투갈어: Grêmio Foot-Ball Porto Alegrense)는 브라질 히우그란지두술주 포르투알레그리를 연고로 하는 축구팀으로 줄여서 그레미우(Grêmio)라고 부른다. 이 팀은 1903년에 영국인 앤디 페어뱅크와 독일인 파울 코흘린에 의해 설립되었으며 현재 브라질 전국 1부 리그인 캄페오나투 브라질레이루 세리이 A와 히우그란지두술 주의 주리그인 캄페오나투 가우슈에 참가하고 있다. 그레미우는 청색과 백색 그리고 흑색으로 이루어진 줄무늬 유니폼을 입기 때문에 Imortal Tricolor(불멸의 삼색)이라는 별명을 갖고 있다.
그레미우는 수많은 트로피를 들어올렸는데 2018년 1월 기준으로 현재까지 인터콘티넨털컵 우승 1회와 코파 리베르타도레스 3회 우승  브라질 세리이 A 2회 우승 코파 두 브라질 5회 우승 수페르코파 두 브라질 1회 우승  캄페오나투 가우슈 36회 우승 기록을 가지고 있다. 여러 우승 기록으로 그레미우는 브라질 축구협회(CBF)에서 선정한 클럽랭킹에서 1위에 올라 있으며 CONMEBOL에서 선정한 남미클럽랭킹 에선 상파울루와 크루제이루에 이어 3번째 브라질 팀에 올라 있다.
그레미우는 같은 도시인 포르투알레그리를 연고지로 하는 SC 인테르나시오나우와 치열한 라이벌 관계를 이루고 있으며 이들의 더비 경기를 두 팀의 이름을 섞어 그레나우(Gre-Nal)라 부르고 있다.

## 역사

### 초창기: 1900~30년대

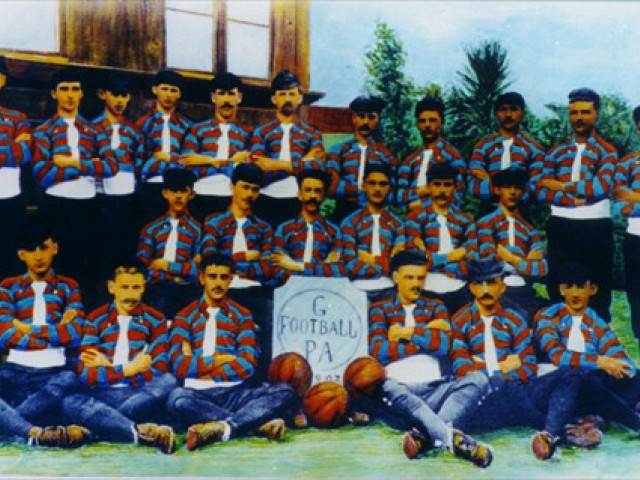
1903년 12월 그레미우 축구단

1903년 9월 7일 브라질 최초의 축구 팀인 SC 히우그란지는 포르투알레그리에서 친선 경기를 개최하였다. 축구의 열렬한 팬이었던 상파울루주 소로카바의 기업가 칸디두 디아스는 해당 경기를 관람하기 위해 경기장으로 향하였다. 경기 종료 이후, 칸디두 디아스는 선수들을 만나 축구단 창단을 하는 것에 대해 논의하였다. 9월 15일 칸디두 디아스와 살랑 그라우 외 30명의 사람들이 지역 식당에 모여 "그레미우 풋볼 포르투알레그렌시"를 창단하였다. 창단 멤버 대부분은 도시의 독일인 주민 공동체였다. 초대 회장으로 카를루스 루이스 보헤르가 선출되었다.
1904년 3월 6일 푸스볼 포르투알레그리와 구단의 역사적인 첫 경기가 펼쳐졌다. 경기는 그레미우의 승리로 끝이 났으며, 경기 종료 이후 수여된 완데르프레이스라는 이름의 트로피는 지금까지도 그레미우 박물관에 전시되어있다. 1909년 7월 18일 SC 인테르나시오나우와의 경기에서 그레미우가 10-0 대승을 거두었으며, 이는 지금까지도 그레미우의 서포터인 그레미스타스 사이에서 회자되는 역사적인 경기로 남았다. 이 경기는 향후 인테르나시오나우와의 숙명의 라이벌 관계가 맺어지는 기폭제 역할을 하기도 하였다.

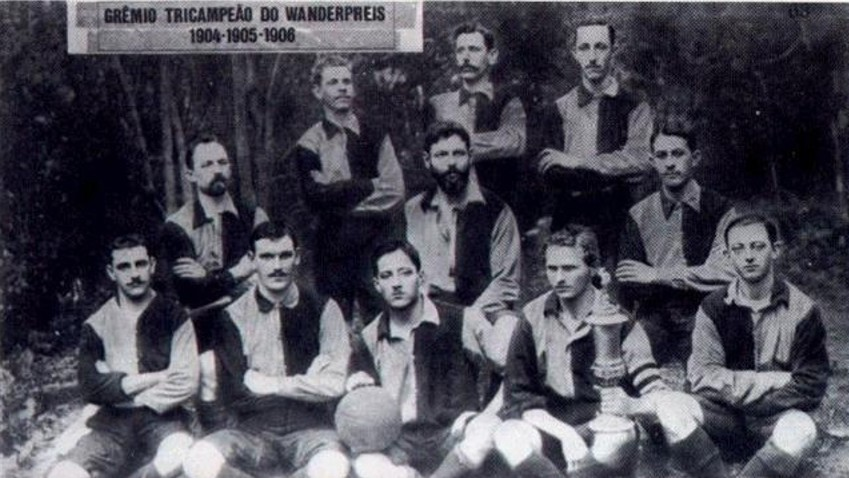
1904년 그레미우

그레미우는 1910년 창설된 포르투알레그리 축구 리그의 초대 멤버이며, 1911년 해당 리그에서 구단 최초로 우승을 기록하였다. 1912년 8월 25일 그레미우는 SC 나시오나우를 상대로 23-0 대승을 거두었으며, 이 경기에서 시송 혼자서 14골을 기록하였다. 이 경기는 그레미우 역사상 가장 큰 점수차로 승리를 거둔 경기로 지금까지 남아있다.
1918년 그레미우는 히우그란지두술 주의 축구 협회인 푼다상 히우그란덴시 지 데스포르치스의 초대 멤버로 가입하였으며, 해당 협회는 히우그란지두술 주의 축구 리그를 창설하였다. 히우그란지두술 주리그는 1919년 개최하였고, 1921년 그레미우는 주리그에서 첫 번째 우승을 달성하였다.

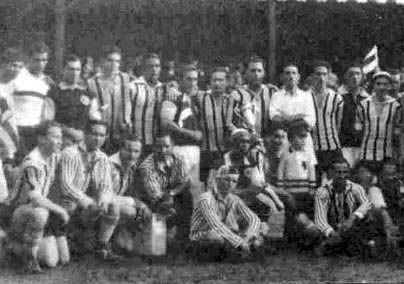
1931년 주리그 챔피언이 된 그레미우

1931년 그레미우는 에스타지우 바이사다에 조명을 설치하여, 브라질에서 최초로 야간 경기를 개최한 축구 팀이 되었다. 1935년 5월 19일 그레미우는 산투스 FC를 상대로 3-2 승리를 거두며, 당대 최강의 축구팀을 보유하고 있던 상파울루주의 축구팀을 꺾은 최초의 히우그란지두술 주의 축구팀으로 기록되었다. 또한 그레미우는 1950년 마라카낭에서 경기를 가진 최초의 리우데자네이루주 이외의 축구팀으로, 해당 경기에서 CR 플라멩구를 상대로 3-1 승리를 거두었다.
1930년대에 그레미우는 전국적인 명성을 얻기 시작하였으며, 1932년 우루과이의 축구팀 클루브 나시오날 데 풋볼과 원정 경기를 가지며, 구단의 첫 국제 경기를 가졌다. 해당 경기에서는 그레미우가 3-1 승리를 거두었다. 1953년부터 1954년까지 그레미우는 멕시코, 에콰도르, 콜롬비아 지역을 투어하였으며, 투어명은 "아메리카 정복기"였다. 1959년 2월 25일 아르헨티나의 명문팀 보카 주니어스와 경기를 가졌으며, 이 경기에서 4-1 승리를 거두며, 라 봄보네라에서 승리를 따낸 최초의 외국팀이 되었다. 1961년 그레미우는 구단 역사상 최초로 유럽 투어를 진행하였으며, 11개국을 돌아 24경기를 치렀다. 그레미우가 투어를 진행한 국가들은 프랑스, 루마니아, 벨기에, 그리스, 독일, 폴란드, 불가리아, 룩셈부르크, 덴마크, 에스토니아, 러시아였다.

### 프로화 이후: 1940~70년대
그레미스타스(그레미우의 서포터)는 그 규모를 나날이 더해갔다. 1946년 구단 역사상 최초로 구단의 모토를 선정하였는데, 이는 그레미우가 있는 곳이라면 어디던지 그레미우와 함께(포르투갈어: Com o Grêmio onde o Grêmio estiver)였다. 이 모토는 후에 그레미우의 공식 응원가의 가사로 재탄생하였다. 공식 응원가는 삼바-캉캉의 유명 작곡가인 루피시니우 호드리게스에 의해 작곡되었으며, 이 응원가는 그레미우 경기가 열리는 곳 어디서든지 그레미스타스에 의해 불리고 있다.
1950년대 후반 그레미우는 당시 브라질 전국 대회로 창설된 타사 브라질에 참가하였으며, 1959년과 1963년, 1967에 타사 브라질 준결승에 올랐다. 1968년 구단 최초로 브라질과 우루과이 축구팀이 참가한 국제 친선 대회에서 우승을 차지하였다. 1954년 그레미우는 당시 브라질 최대의 사유 경기장인 이스타지우 올림피쿠 모누멘타우를 소유하게 되었다. 1971년 타사 브라질은 캄페오나투 브라질레이루로 전환되었으며, 대회 역사 상 최초의 골은 그레미우의 아르헨티나인 축구 선수 네스토르 스코타가 이스타지우 두 모룸비에서 상파울루 FC를 상대로 기록하였다. 그레미우는 대회 대부분의 기간동안 상위권을 유지하였다.

### 첫 번째 전성기 1980~90년대
그레미우는 1980년대에 남아메리카 지역의 축구의 지배자로 발돋움하였다. 1981년 4월 26일 AA 폰치 프레타와의 경기에서, 그레미우의 홈구장 이스타지우 올림피쿠 모누멘타우에 98,421명이 들어차며 구단 역사상 최다 관객수를 기록하였다. 1981년 5월 3일 그레미우는 캄페오나투 브라질레이루 세리이 A 결승전에 올랐으며, 상대는 상파울루 FC였다. 이스타지우 올림피쿠 모누멘타우에서 열린 1차전에서 2-1 승리, 이스타지우 두 모룸비에서 열린 결승전 2차전에서 1-0 승리를 거두며 구단 역사상 최초로 전국 대회 우승을 차지하였다. 1982년 그레미우는 코파 리베르타도레스에 결승전에 올랐으나, 아르헨티나의 축구팀 CA 인데펜디엔테에게 패하며 준우승에 머물렀다.
1983년은 그레미우 역사상 가장 빛나는 시기로 남아있다. 해당 연도에 그레미우는 코파 리베르타도레스 결승전에서 우루과이의 페냐롤을 상대로 1차전 원정 1-1 무, 2차전 홈 2-1 승리를 거두며 구단 역사상 최초로 대륙 대회 우승을 차지하였다. 이후 남미 챔피언과 유럽 챔피언이 격돌하는 인터콘티넨털컵에 진출하여, 독일의 함부르크 SV를 상대로 2-1 승리를 거두고 트로피를 들어올렸다. 해당 경기에서 기록된 두 골은 헤나투 포르탈루피가 기록하였다. 또한 남미의 코파 리베르타도레스의 우승팀과 북중미의 CONCACAF 챔피언스컵의 우승팀이 격돌하는 로스앤젤레스컵에서 멕시코의 클루브 아메리카를 꺾고 우승을 차지하였다.
1989년 그레미우는 토너먼트 방식의 브라질 전국구 컵대회인 코파 두 브라질의 준결승에서 CR 플라멩구를 상대로 6-1 대승, 결승전에서 스포르트 헤시피를 상대로 종합 2-1 승리를 거두며, 구단 역사상 최초로 코파 두 브라질 트로피를 들어올렸다.
그러나 이러한 영광을 뒤로 한 채, 1991년 리그에서 미미한 경기력을 선보인 그레미우는 하위권을 기록하며, 구단 역사상 최초로 캄페오나투 브라질레이루 세리이 B로 강등되었다. 1992년 그레미우는 상위권에 위치하여, 1년 만에 캄페오나투 브라질레이루 세리이 A로 복귀하는 데에 성공하였다. 1994년 그레미우는 세아라 SC를 상대로 결승전 종합 1-0 승리를 거두며 구단 역사상 두 번째 코파 두 브라질 트로피를 들어올렸다.

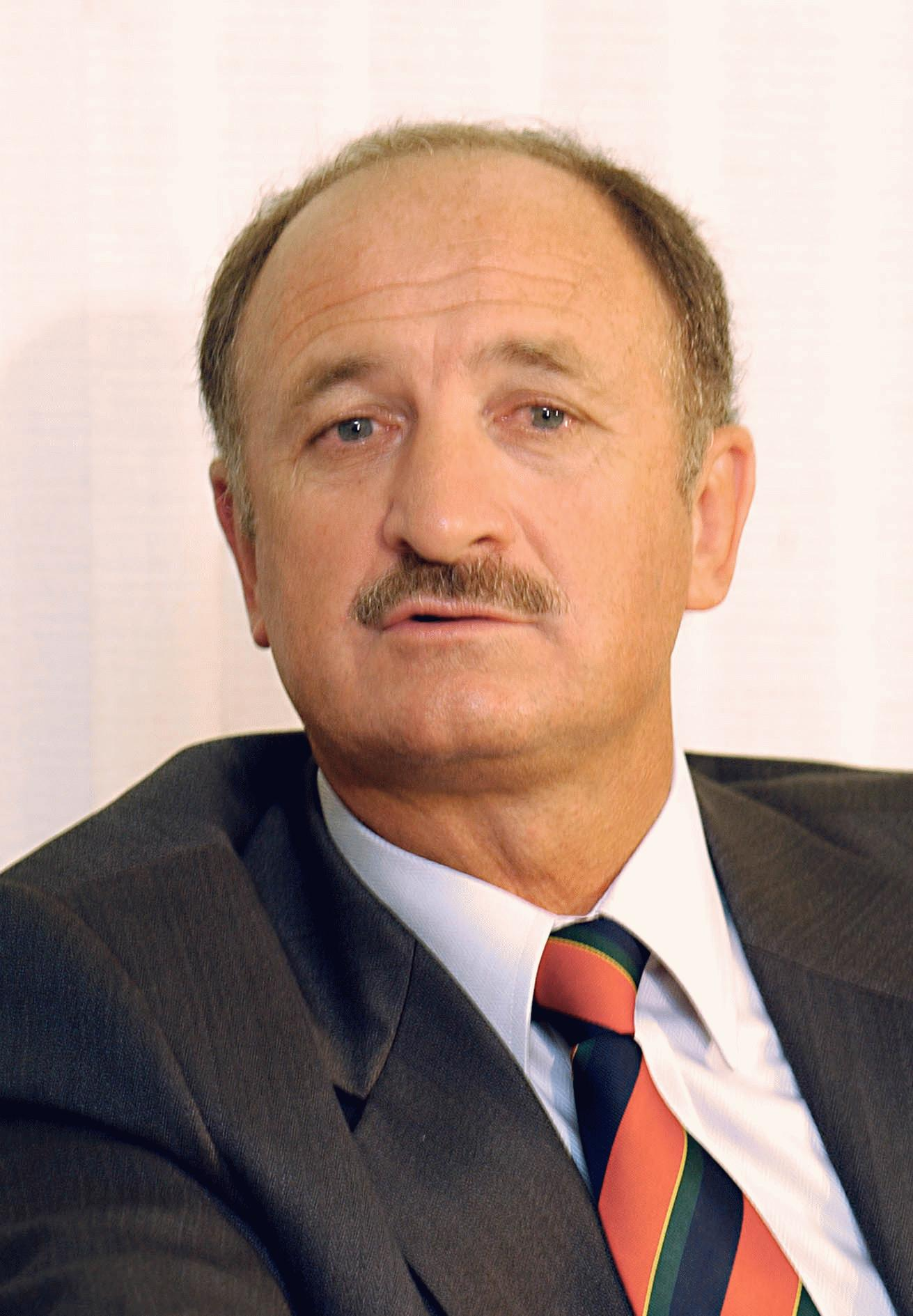
루이스 펠리피 스콜라리는 코파 리베르타도레스 1995, 캄페오나투 브라질레이루 세리이 A 1996 등 주요 대회에서 우승을 차지하였다.

1995년 그레미우는 루이스 펠리피 스콜라리 감독의 지도하에 코파 두 브라질 준우승을 달성하였다. 결승전은 이스타지우 올림피쿠 모누멘타우에서 열린 SC 코린치앙스 파울리스타와의 경기였으며, 그레미우가 0-1로 패하였다. 8월에는 코파 리베르타도레스의 두 번째 트로피를 들어올렸다. 당시에 막강한 전력을 자랑하던 SE 파우메이라스를 준결승에서 꺾고 치러진 결승전은 콜롬비아의 아틀레티코 나시오날와의 대결이었으며, 종합 4-2로 꺾고 우승을 차지하였다. 이후 진출한 월드 클럽 토너먼트에서 당시 네덜란드 최강의 전력을 자랑하던 AFC 아약스를 만났으며, 아약스는 파트릭 클라위버르트, 마르크 오버르마르스, 에드빈 판 데르 사르 등을 보유하고 있었다.
1996년 그레미우는 레코파 수다메리카나에서 아르헨티나의 CA 인데펜디엔테를 4-1로 꺾고 우승을 차지하였다. 같은 해 12월 15일 그레미우는 캄페오나투 브라질레이루 세리이 A에서 두 번째 우승을 차지하였다. 1997년 그레미우는 코파 두 브라질 결승전에서 호마리우를 보유한 CR 플라멩구를 꺾고, 세 번째 우승을 달성하였다. 4년 뒤인 2001년 그레미우는 SC 코린치앙스 파울리스타를 꺾고 코파 두 브라질의 네 번째 우승을 자축하였다.

### 재정비 기간: 2000~10년대
2004년 그레미우는 캄페오나투 브라질레이루 세리이 A에서 형편없는 경기력을 지속했고, 최하위권에 머무르며, 다음 시즌 캄페오나투 브라질레이루 세리이 B로의 강등이 확정되었다. 리그의 승격 시스템의 변화로 인해, 이전에 강등되었던 시기와 달리 그레미우의 재승격은 어려워졌다. 그럼에도 불구하고 그레미우는 세리이 B에서 상위권을 달성하였으며, 11월 26일 스포르트 헤시피를 상대로 연장전을 지나 승부차기에서 승리를 거두며 재승격에 성공하였다.
2006년 4월 9일 그레미우는 캄페오나투 가우슈에서 우승을 차지하며, SC 인테르나시오나우의 5년 연속 우승을 저지하는 데에 성공하였다. 2007년 그레미우는 EC 주벤투지를 꺾고 캄페오나투 가우슈에서 재차 우승하는데 성공하였다. 같은 해 그레미우는 코파 리베르타도레스 결승전에 진출하였으나, 보카 주니어스의 후안 로만 리켈메의 대활약으로 인해 준우승에 머무르는데에 만족해야 했다.
2008년 코파 두 브라질 조기 탈락과 캄페오나투 가우슈에서의 좋지 않은 성적을 거두며, 구단은 바그네르 만시니 감독을 경질하고 세우수 로스 감독을 선임하였다. 구단은 하위권에서 2위로 치고 올라오는 데에 성공하였으나, 워낙 막강한 전력을 자랑했던 당시의 선수단에 대한 기대치 때문에, 서포터들로 하여금 만족을 하지 못하기도 하였다.
2012년은 그레미우가 이스타지우 올림피쿠 모누멘타우를 사용하는 마지막 시즌이었으며, 다음 시즌 코파 리베르타도레스 티켓을 거머쥐는 데에 성공하며 시즌을 마무리지었다. 구단의 새로운 경기장은 아레나 두 그레미우로, 현재까지 사용되고 있다.
2014년 구단은 엔데르송 모레이라를 새로운 감독으로 선임하였고, 코파 리베르타도레스 티켓을 거머쥐는 데에 성공하였다. 그러나 2015년 코파 리베르타도레스 16강전에서 CA 산로렌소에게 패배하여 탈락하였다. 코파 리베르타도레스 탈락 며칠 전, 그레미우는 그들의 최대 라이벌인 SC 인테르나시오나우에게 6-2라는 충격적인 스코어로 대패를 당하기도 하였다. 이후 당시 구단 회장 파비우 코프는 루이스 펠리피 스콜라리를 감독으로 재선임하였다. 2014년 그레미우는 코파 두 브라질 첫 번째 경기에서 서포터 단체 중 한 그룹이 산투스 FC의 골키퍼 아라냐에게 인종차별 발언을 하면서, 협회로부터 징계를 받아 해당 시즌 코파 두 브라질에서 제명되었다.
2015년 과거 그레미우의 선수였던 호제르 마샤두가 새로운 감독으로 선임되었다. 마샤두 사단은 캄페오나투 브라질레이루 세리이 A에서 3위를 기록하여, 코파 리베르타도레스 2016 출전권을 획득하는 데에 성공하였다. 또한 마샤두 사단은 그들의 최대 라이벌 SC 인테르나시오나우를 상대로 5-0 대승을 거두며, 407번째 그레나우 더비를 승리로 장식하였다. 그러나 2016 시즌 수비에 문제점을 드러내면서, 리그에서 좋지 못한 성적을 거두고 있던 마샤두 감독은 9월 AA 폰치 프레타전 0-3 패배 이후 자진 사임하였다. 후임자로 헤나투 포르탈루피가 선임되었으며, 그의 지도 아래 그레미우는 아틀레티쿠 미네이루를 종합 4-2로 꺾으며 코파 두 브라질에서 우승을 차지하였다. 이는 구단의 코파 두 브라질 다섯 번째 우승이며, 당시 코파 두 브라질 최다 우승팀으로 기록되었다. 이 역사적인 순간 이후, 그레미스타스는 자신들의 구단을 컵의 제왕(포르투갈어: Rei de Copas)라 칭했다.
2017년 그레미우는 코파 리베르타도레스에서 아르헨티나의 CA 라누스를 종합 3-1로 꺾으며 우승을 차지하였다. 이는 구단의 코파 리베르타도레스 세 번째 우승이었으며, 상파울루 FC와 산투스 FC와 더불어 코파 리베르타도레스를 3회 우승한 세 번째 브라질 구단으로 올라섰다. 이후 그레미우는 아랍에미리트에서 개최된 2017년 FIFA 클럽 월드컵에 출전하였으며, 결승전에서 레알 마드리드 CF를 만나 0-1로 패하였다.

## 상징

### 유니폼
그레미우의 삼색은 파랑과 검정, 하양으로 이루어져있으며, 이 색 조합은 세계 축구에서 흔하지 않은 조합이다. 그레미우의 첫 유니폼은 잉글랜드의 축구팀 엑서터 시티 FC로부터 영감을 받았다. 당시에는 검은색 캡 모자와 파랑과 갈색의 줄무늬에 하얀 끈, 하얀색 바지와 검은색 양말로 색을 구성하였다. 시간이 흐르며 갈색 염료가 부족해지자, 갈색을 검은색으로 교체하였다. 이후 검정과 파랑 사이에 하얀색 줄무늬가 더해지며, 오늘날까지 이어져 오는 색 구성이 만들어졌다.

#### 유니폼 변천사
| 1903 | 1904 | 1917 | 1920 | 1925 | 1926 | 1928–현재 |  |

### 앰블럼의 별

그레미우의 앰블럼

그레미우의 앰블럼에는 세가지 색의 별이 있다. 금색 별은 세계 클럽 선수권 대회에서의 우승과 영광을 상징하며, 은색 별은 남아메리카 클럽 선수권 대회에서의 우승과 영광을 상징한다. 동색 별은 브라질 국내 대회에서의 우승과 영광을 상징한다.

### 응원가
그레미우의 응원가는 브라질에서 대표적인 응원가로 손꼽힌다. 이는 루피시니우 호드리게스에 의해 작곡되었으며, 가사 내용은 다음과 같다.
```
Até a pé nós iremos

맨발으로도 가리

para o que der e vier

어떤 장애물이 있던

mas o certo é que nós estaremos

그러나 우리는 확실하지

com o Grêmio onde o Grêmio estiver

그레미우가 있는 곳은 어디던지 그레미우와 함께할 것을
```

## 경기장

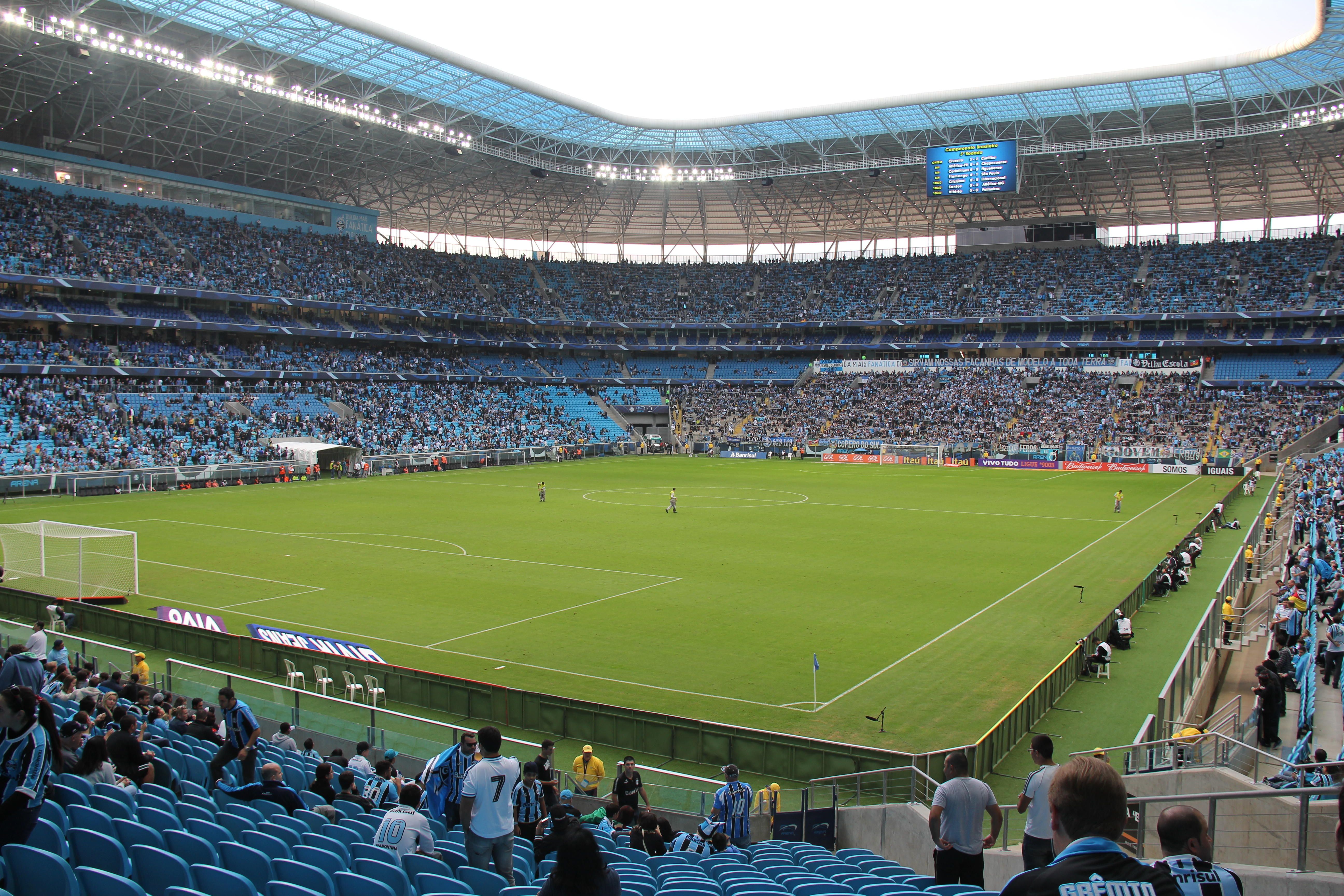
아레나 두 그레미우

아레나 두 그레미우는 브라질 히우그란지두술 주 포르투알레그리에 위치한 축구 경기장이다. 2012년 12월 8일에 개장했으며 그레미우의 홈 구장으로 사용되고 있다. 수용 인원은 60,540명이다.

## 선수단

### 현역
2025년 6월 7일 기준

참고: FIFA 자격 규정에 따라 소속된 국가대표팀 국기를 표시합니다. 선수는 복수의 FIFA 비회원국 국적을 가지고 있을 수 있습니다.
| 번호 | 포지션 | 국적     | 이름                |
| ---- | ------ | -------- | ------------------- |
| 1    | GK     |          | 티아구 볼피         |
| 3    | DF     |          | 바그네르 레오나르도 |
| 4    | DF     |          | 왈테르 카네만       |
| 5    | DF     |          | 호드리구 엘리       |
| 8    | MF     |          | 이데니우송          |
| 15   | MF     |          | 카밀루              |
| 16   | FW     |          | 알렉산더 아라베나   |
| 17   | MF     |          | 도디                |
| 19   | FW     | 우루과이 | 마티아스 아레소     |
| 20   | MF     | 파라과이 | 마티아스 비야산티   |
| 25   | DF     |          | 루카스 에스테베스   |
| 35   | MF     |          | 로날드 팔코스키     |

| 번호 | 포지션 | 국적 | 이름 |
| ---- | ------ | ---- | ---- |

## 역대 감독
| 감독                     | 임기        |
| ------------------------ | ----------- |
| 루이스 펠리피 스콜라리   | 1987        |
| 세바스치앙 라자로니      | 1988        |
| 루이스 펠리피 스콜라리   | 1993 ~ 1996 |
| 에지뉴 나자레트 필류     | 1998        |
| 치치                     | 2001 ~ 2003 |
| 아지우송 지아스 바치스타 | 2003 ~ 2004 |
| 반데를레이 루솀부르구    | 2012 ~ 2013 |
| 루이스 펠리피 스콜라리   | 2014 ~ 2015 |
| 루이스 펠리피 스콜라리   | 2021        |

## 우승 기록

#### 국제 대회: 4회
- 인터콘티넨털컵
  - 세계 챔피언 (1회) : 1983
  - 준우승 (1회) : 1995
- 코파 리베르타도레스
  - 대륙 챔피언 (3회) : 1983, 1995, 2017
  - 준우승 (2회) : 1984, 2007
- 레코파 수다메리카나
  - 우승 (1회) : 1996

#### 전국 대회
- 캄페오나투 브라질레이루 세리이 A
  - 우승 (2회) : 1981, 1996
  - 준우승 (3회) : 1982, 2008, 2013
- 캄페오나투 브라질레이루 세리이 B
  - 우승 (1회) : 2005
- 코파 두 브라질
  - 우승 (5회) : 1989, 1994, 1997, 2001, 2016
  - 준우승 (3회) : 1991, 1993, 1995
- 수페르코파 두 브라질
- 우승 (1회) : 1990

#### 주 대회
- 캄페오나투 가우슈
  - 우승 (35회) : 1921, 1922, 1926, 1931, 1932, 1946, 1949, 1956, 1957, 1958, 1959, 1960, 1962, 1963, 1964, 1965, 1966, 1967, 1968, 1977, 1979, 1980, 1985, 1986, 1987, 1988, 1989, 1990, 1993, 1995, 1996, 1999, 2001, 2006, 2007, 2010

## 참고
1. ↑  “Ranking Nacional dos Clubes” (PDF). CBF. 2007년 12월 3일. 2009년 1월 17일에 원본 문서 (PDF)에서 보존된 문서. 2009년 5월 31일에 확인함.
2. ↑  “Brasil: el legendario Telé dejó su huella”. CONMEBOL.com.
3. ↑  “Brazil football club Gremio banned over racism incident” (영어). BBC. 2014년 9월 4일.
4. ↑  História do Grêmio Foot-Ball Porto Alegrense 보관됨 2017-09-08 - 웨이백 머신 on Futebol Porto-Alegrense website